# Les Armes vivantes
Les Armes vivantes est un album de bande dessinée dans la série Valérian, écrite par Pierre Christin et dessinée par Jean-Claude Mézières.